# Benedetto Pamphili
Benedetto Pamphili (25 de abril de 1653 - 22 de marzo de 1730) fue un cardenal Italiano de la Iglesia católica. Era hijo de Camillo Francesco Maria Pamphili y de su esposa Olimpia Aldobrandini. Fue patrono de las artes, compositor y libretista.

## Biografía
Nació el 25 de abril de 1653 en la poderosa familia de los Pamphili.
Pamphili pertenecía a la Orden de San Juan de Jerusalén desde 1678. El papa Inocencio XII lo nombró como el cardenal diácono de Santa María en Pórtico el 1 de septiembre de 1681.

## Mecenazgo
Pamphili estaba en la primera fila de la vida cultural y artística de Roma entre los siglos XVII y XVIII, demostrado por su pertenencia a la prestigiosa accademia dell'Arcadia, bajo el seudónimo Fenicio Larisseo. Estaba particularmente interesado en la música, no sólo escribir en libretos sobre él mismo, sino también para las óperas con música escritas por otros músicos como Alessandro Scarlatti. También dio hospitalidad y la oportunidad a varios compositores como Arcangelo Corelli, Juan Lorenzo Lulier, Alessandro Melani, Antonio María Bononcini y Carlo Francesco Cesarini, cuando comenzaron sus carreras musicales bajo su protección, publicación de la financiación y las prestaciones de sus obras. Su patrocinio también se expresó en Georg Friedrich Händel, cuando él empezó una amistad duradera con el compositor y comenzó una interesante correspondencia con él.

## Obras
- S. Maria Maddalena de' Pazzi. Oratorio da cantarsi nel giorno della sua festa alla presenza dell'eminentiss. sig. card.le de' Medici. Tinassi, Roma, 1687.
- Conversione di S. M. Maddalena. Oratorio a tre voci da cantarsi nella chiesa de' padri della congregazione dell' oratorio di S. Filippo Neri di Firenze, música de Alessandro Scarlatti. Vangelisti, Florencia, 1693.
- S. Francesca Romana. Oratorio a cinque voci da cantarsi nella chiesa de' padri della congregazione dell'oratorio di S. Filippo Neri di Firenze, música de Alessandro Melani. Vangelisti, Florencia, 1693.
- Il sagrifizio di Abel. Oratorio a quattro voci da cantarsi nella chiesa de' padri della Congregazione dell'Oratorio di S. Filippo Neri di Firenze, música de Alessandro Melani. Vangelisti, Florencia, 1693.
- S. Rosa di Viterbo del sacro ordine di S. Francesco. Oratorio a cinque voci da cantarsi nella chiesa de' padri della congregazione dell' oratorio di san Filippo Neri di Firenze, música de Alessandro Melani. Vangelisti, Florencia, 1693.
- Il martirio di S. Vittoria. Oratorio a quattro voci da cantarsi nella chiesa de' padri della congregazione dell' oratorio di S. Filippo Neri di Firenze, música de Giovanni del Violone. Vangelisti, Florence, 1693.
- L' Ismaele soccorso dall' angelo. Oratorio a cinque voci da cantarsi nella venerabible compagnia dell' angiolo Raffaello detta la scala, música de Alessandro Scarlatti. Vangelisti, Florencia, 1695.
- Il trionfo della grazia o vero La conversione di S.M. Maddalena oratorio a tre voci da cantarsi nel nobil collegio Tolomei di Siena, música de Alessandro Scarlatti. Miccioni, Florencia, 1699.
- Santa Maria Maddalena de' Pazzi. Oratorio dedicato da' convittori del collegio Clementino alla madre suor Maria Grazia di S. Clemente carmelitana. Bernabo, Roma, 1705.
- Il trionfo della Vergine assunta in cielo. Oratorio a quattro voci da cantarsi nella venerabil compagnia della Purificazione di Maria Vergine e S. Zanobi detta di S. Marco, música de Alessandro Scarlatti. Vangelisti, Florencia, 1706.
- Il trionfo del Tempo e del Disinganno, música de Georg Friedrich Händel, Roma, verano 1707.
- Il trionfo della Grazia. Oratorio, música de Antonio Maria Bononcini. eredi Cosmeroviani, Viena, 1707.
- Sedecia re di Gerusalemme. Oratorio per musica da cantarsi nelle stanze de' paggi d'onore di sua altezza reale dedicato da' medesimi al serenissimo gran duca. Borghigiani, Florencia, 1707.
- Il figliol prodigo. Oratorio, música de Carlo Francesco Cesarini. Bernabo, Roma, 1708.
- Maria Maddalena de' pazzi. Oratorio a quattro voci fatta cantare da monsignor Sebastiano Pompilio Bonaventura vescovo di Montefiascone, e Corneto alla presenza delle reali maestà di Giacomo Terzo re della Gran Bretagna, e Maria Clementina Sobieschi di lui regia consorte, música de Alessandro Scarlatti. Seminario, Montefiascone, 1719.